# Ferdynand Boberg

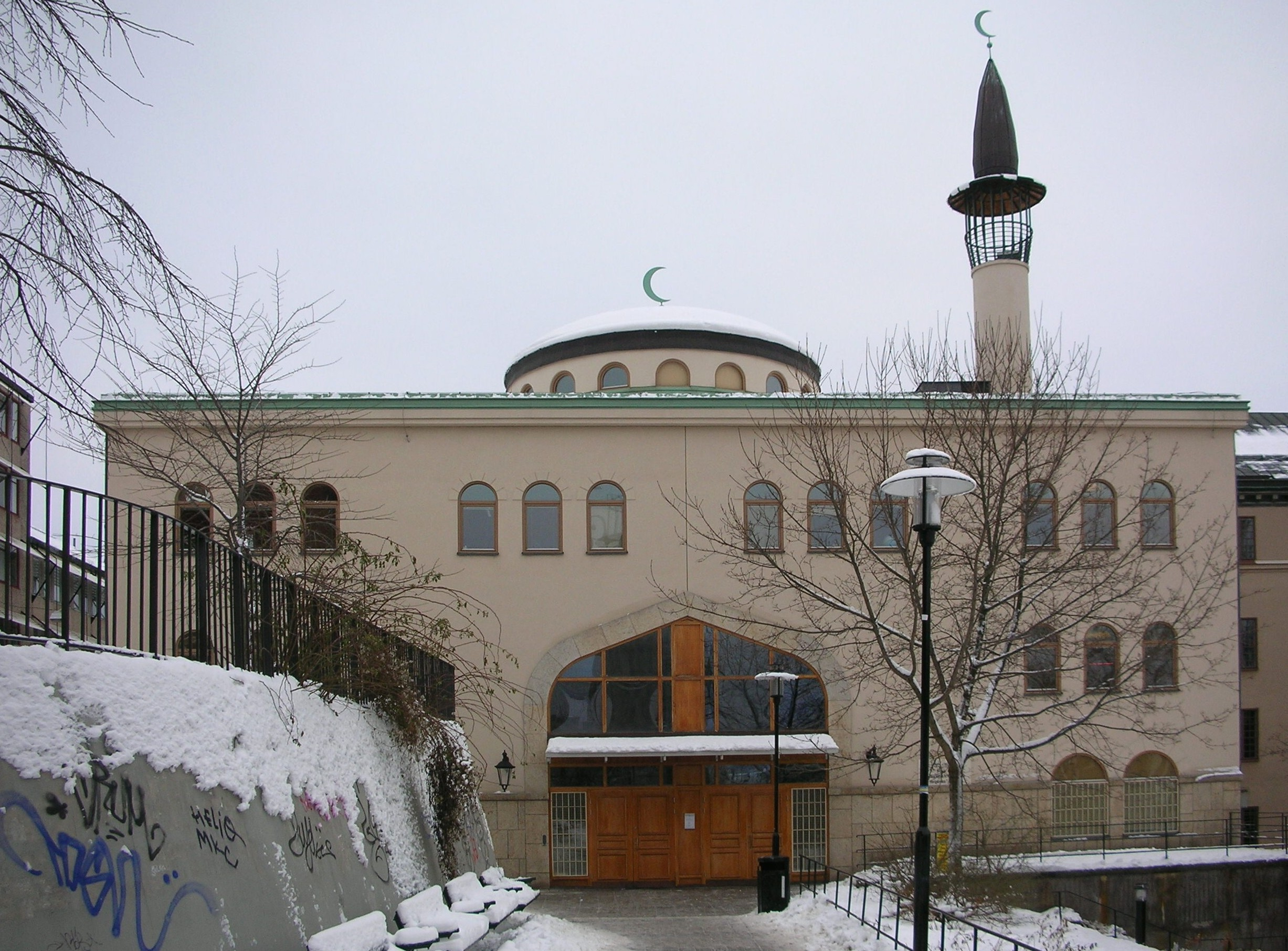
Meczet w Björns Trädgård, była elektrownia

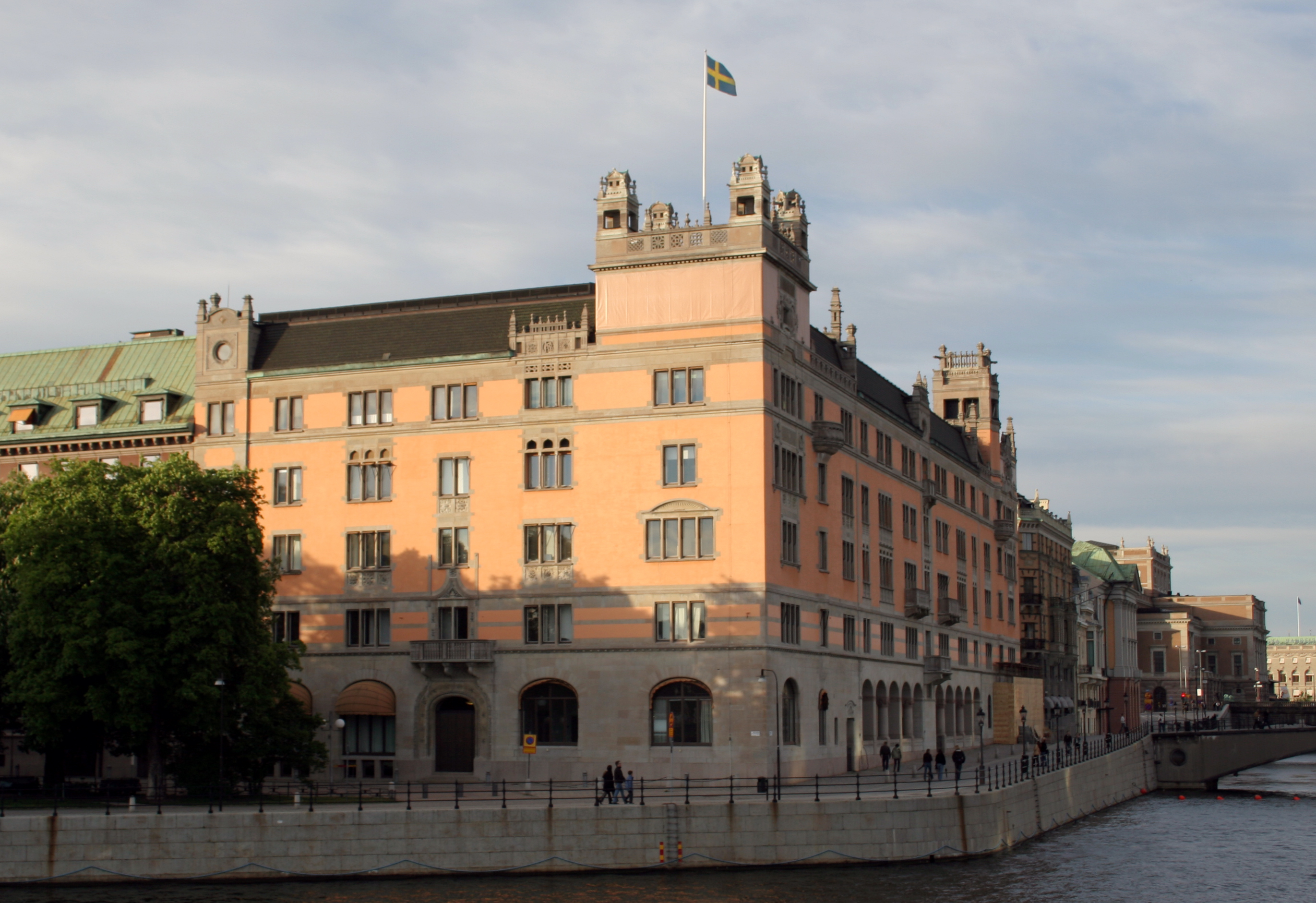
Rosenbad

Ferdinand Boberg (ur. 11 kwietnia 1860 w Falun, zm. 7 maja 1946 Sztokholmie) – szwedzki architekt.

## Życiorys
Był jednym z najbardziej twórczych i wybitnych architektów Sztokholmu, działających u progu XX wieku. Wśród jego najbardziej znanych projektów jest elektrownia w Björns Trädgård (park w Sztokholmie), która była zainspirowana bliskowschodnią architekturą. Pod koniec lat 90. XX wieku budynek został przerobiony na meczet. Zaprojektował również Nordiska Kompaniet, prestiżowy dom towarowy w stolicy, oraz Rosenbad, który obecnie jest siedzibą i kancelarią Premiera rządu szwedzkiego.